# Бији су Манжијен
Бији су Манжијен (фр. Billy-sous-Mangiennes) насеље је и општина у североисточној Француској у региону Лорена, у департману Меза која припада префектури Верден.
По подацима из 2011. године у општини је живело 385 становника, а густина насељености је износила 15,61 становника/km². Општина се простире на површини од 24,66 km². Налази се на средњој надморској висини од 209 метара (максималној 250 m, а минималној 202 m).

## Демографија
| 1962. | 1968. | 1975. | 1982. | 1990. | 1999. | 2011. |
| ----- | ----- | ----- | ----- | ----- | ----- | ----- |
| 336   | 394   | 383   | 366   | 355   | 297   | 385   |

График промене броја становника у току последњих година